# Півники флорентійські
{{#ifeq:0|0|{{#if:|{{#if:Irisflorentina|[[]}}|}}}}
Півники флорентійські (лат. Iris florentina) — білоквітковий варіант Iris germanica, який зараз класифікується як Iris germanica nothovar. флорентіна. Його культивують як декоративну рослину в помірних регіонах майже по всьому світу. Iris florentina — це кореневищний багаторічник з південної Європи, переважно Італії (включаючи місто Флоренція) та Франції. У нього товсте кореневище з ароматом фіалки, схожі на меч зелені або сіро-зелені напіввічнозелені листя, високе розгалужене стебло та безліч квітів, білого кольору або розмитих відтінків блакитного, ніжно-блакитного або лавандового кольору весною чи влітку, і біло-жовта борода. Також його вирощують для отримання кореня ірису, запашної речовини, що використовується в парфумерії, милі, засобі для чищення зубів та пральному порошку для одягу. У лікарських цілях його застосовували як відхаркувальний та протизастійний засіб. Виготовляється з кореневищ Iris florentina, Iris germanica та Iris pallida.